# Caroline Szyber
Anna Ester Caroline Szyber, född 7 oktober 1981 i Sundbyberg, är en svensk jurist och politiker (kristdemokrat), som var riksdagsledamot 2010–2018, invald för Stockholms kommuns valkrets.

## Biografi
Szyber, som är född 1981, har en juristexamen och magisterexamen i statsvetenskap. Hon har studerat i Stockholm, Lund, San Francisco och Indien. Därutöver är hon ledamot i ActionAids styrelse samt verksam i Internationella Juristkommissionen i Sveriges valberedning.
Mellan 2007 och 2010 arbetade hon som politiskt sakkunnig vid Kristdemokraternas riksdagskansli och hade där ansvar för frågor som rör EU och internationell, säkerhets- och försvarspolitik. Vid riksdagsvalet 2010 ställde hon upp för Kristdemokraterna, och stod på sjätte plats i Stockholms kommuns valkrets kandidatlista. Hon kandiderade även då till kommunfullmäktige. Som nybliven riksdagsledamot år 2010 blev Szyber ledamot i justitieutskottet och suppleant i EU-nämnden. Senare samma år blev hon även suppleant i konstitutionsutskottet.
Den 16 december 2010 reste Szyber till Belarus för att där som valobservatör övervaka presidentvalet som ägde rum den 19 december. Hon har kritiserat valet efteråt, och sagt att det inte var demokratiskt och att valfusk förekom. Hon var med vid manifestationen vid Oktobertorget där demonstranter slogs ner. Hon är dock skeptisk till att ta bort biståndet från Sverige till Belarus.
När Aftonbladet i reportageserien Maktens kvitton granskade riksdagsledamöternas reseutlägg vid valrörelsen 2018 ifrågasattes en del av hennes utlägg. Hon betalade i efterhand men kritiserades fortsatt för hanteringen och förklaringarna. Hon omvaldes till sin riksdagsplats, men som en följd av granskningen lämnade hon först Kristdemokraternas partistyrelse och det verkställande utskottet. Efter att en förundersökning om bedrägeri inletts valde Szyber att lämna sin riksdagsplats. Förundersökningen lades senare ned, men Caroline Szyber lämnade politiken och startade ett konsultbolag för bland annat juridisk hjälp i fastighetsfrågor och public affairs-uppdrag till fastighetsnäringen.

## Utmärkelser
- 2011 - Tilldelades föreningen RFSL-Stockholms pris Regnbågspriset tillsammans med Magnus Kolsjö och Erik Slottner.
- 2018 – Tilldelad Taiwans Vänskapsmedalj för diplomati (Friendship Medal of Diplomacy) av Ambassadör Daniel T.C. Liao.[15]